# 하이버네이트
하이버네이트 ORM(Hibernate ORM)은 자바 언어를 위한 객체 관계 매핑 프레임워크이다. 객체 지향 도메인 모델을 관계형 데이터베이스로 매핑하기 위한 프레임워크를 제공한다.
하이버네이트는 GNU LGPL 2.1로 배포되는 자유 소프트웨어이다.

## 역사
하이버네이트는 2001년 Gavin King과 시러스 테크놀로지스 출신 동료들이 EJB2 스타일의 엔티티 빈즈 이용을 대체할 목적으로 출발하였다.

## API
하이버네이트 API는 자바 패키지를 통해 제공된다.
- org.hibernate.
- org.hibernate.SessionFactory 인터페이스
- org.hibernate.Session 인터페이스

## 같이 보기
- 엔하이버네이트